# Избасканский район
Избаска́нский райо́н (тума́н; узб. Izboskan tumani / Избоскан тумани, до 1991 года также — Избоска́нский район) — район в северной части Андижанской области Узбекистана. Образован 29 сентября 1926 года. Административный центр — город Пайтуг.

## Административно-территориальное деление
Район состоит из одного города (шахари), 4-х городских посёлков и 9 сельских сходов граждан (кишлак-фукаролар-йигини), включая 53 села:
1. город Пайтуг.

4 городских посёлка:
- Лугумбек,
- Майгир,
- Турткул,
- Чуама.
- Қораянтоқ ( Qorayantoq )

9 сельских сходов граждан (кишлак-фукаролар-йигини) (включают 53 села):
1. Избаскан,
2. Майгир,
3. Намуна,
4. Уртаклар,
5. Шерматабад,
6. Эркин,
7. Яккатут,
8. Янгизамон,
9. Янгикишлак.

## Характеристика
Рельеф представлен низменностями, которые снижаются в юго-западном направлении. На севере расположены адыры Майлисай. Климат высоких субтропических нагорий. Средняя температура июля +27 ˚С, февраля −3 ˚С. Вегетационный период составляет 240—255 дней. Среднегодовое количество осадков — 300—500 мм. По территории района протекают реки Карадарья, Майлисай и Тентаксай. Почвы преимущественно серозёмы, тёмные и светлые лучные и болотно-лучные.